# Asika
Asika là một thị xã và là nơi đặt ủy ban khu vực quy hoạch (notified area committee) của quận Ganjam thuộc bang Orissa, Ấn Độ.

## Địa lý
Asika có vị trí 19°36′B 84°39′Đ / 19,6°B 84,65°Đ Nó có độ cao trung bình là 30 mét (98 foot).

## Nhân khẩu
Theo điều tra dân số năm 2001 của Ấn Độ, Asika có dân số 20.718 người. Phái nam chiếm 52% tổng số dân và phái nữ chiếm 48%. Asika có tỷ lệ 72% biết đọc biết viết, cao hơn tỷ lệ trung bình toàn quốc là 59,5%: tỷ lệ cho phái nam là 78%, và tỷ lệ cho phái nữ là 65%. Tại Asika, 12% dân số nhỏ hơn 6 tuổi.